# Torre CBX
La Tour CBX, progettata da Kohn Pedersen Fox e SRA Architectes, è un grattacielo situato nel comune di Courbevoie, nel distretto della Défense.
La costruzione, iniziata nel 2002 è terminata del 2005. La torre ha un'altezza di 142 m ed è realizzata con un innovativo involucro in vetro.